# Sandro Panseri
Sandro Panseri (Bérgamo; 1945-Milán; 11 de abril de 2023) fue un actor de cine italiano.

## Biografía
Nacido en Bérgamo en 1945, Panseri había vivido en Treviglio, antes de mudarse a Milán.
En 1961, con 15 años y cursando sus estudios secundarios, Panseri se presentó para una audición en Milán donde el director Ermanno Olmi buscaba al protagonista de su próxima película Il posto (El empleo), logrando obtener el papel principal. La película resultó ser un gran éxito, al punto de ganar el premio de la crítica en el Festival Internacional de Cine de Venecia.
Tras una breve experiencia laboral en la compañía de servicios públicos de electricidad “Edison” de Milán, volvió al cine en 1962, convocado por el director Guido Guerrasio para su película Dal sabato al lunedì (Del sábado al lunes).
En 1965, apareció en la película por episodios Made in Italy, del director Nanni Loy. También participó en el documental Decibel de Guido Guerrasio.
En su corta carrera también tuvo experiencia en el teatro en la comedia ¡Oh papá, pobre papá, mamá te ha metido en el armario y a mí me da tanta pena!, autoría de Arthur Kopit. Después de su carrera como actor, Sandro Panseri se convirtió en gerente de supermercados.
Estaba casado con Marie Claire Le Masson, una mujer francesa con quien tuvo tres hijos.
Sandro Panseri murió el 11 de abril de 2023 en Milán, a los 78 años.

## Filmografía
- Il posto, Ermanno Olmi (1961)
- Dal sabato al lunedì, Guido Guerrasio (1962)
- Made in Italy, Nanni Loy (1965)